# SN 2003da
SN 2003da – supernowa typu II odkryta 6 kwietnia 2003 roku w galaktyce UGC 4992. W momencie odkrycia miała maksymalną jasność 15,90m.